# 伊丹市立笹原小学校
伊丹市立笹原小学校（いたみしりつささはらしょうがっこう）は、兵庫県伊丹市南野六丁目にある公立小学校。

## 沿革
- 1967年（昭和42年）4月1日 - 伊丹市立南小学校の校区西部を分離し、開校。当初は1年～4年の各3学級のみだった。校章・校旗を制定。
- 1970年(昭和45年)- 校歌制定。第1回卒業式を挙行。
- 1995年(平成7年)1月17日 - 阪神・淡路大震災に罹災。
- 2016年(平成28年)-創立50周年記念式典挙行。

## 周辺
校地の100m北側を山陽新幹線が東西によぎっている。
- 伊丹市立笹原中学校
- 尼崎市立塚口中学校
- 伊丹市役所野間分室
- 伊丹野間郵便局
- 兵庫県伊丹警察署管内　野間交番
- 近畿中央病院
- 笹原公園

## アクセス
- 阪急塚口駅から伊丹市営バス41・43・61・62系統乗車 野間口バス停下車
- 阪急伊丹駅・JR猪名寺駅から伊丹市営バス36系統乗車 野間口バス停下車
- 阪急伊丹線 稲野駅から西へ1.5km

## その他
- 伊丹市の修学旅行は阪神間の他市が伊勢であるのに対し、広島となっており、新幹線を利用する。本校は新幹線の車窓（南側）から見る事ができ、以前は修学旅行生の乗車している新幹線が学校前を通過する際に、在校生が屋上で校旗を振ってお見送りをしていた。現在はお見送りかつ、行き、帰りに合わせて屋上に横断幕を掲げている。

## 通学区域が隣接している学校
- 伊丹市立南小学校
- 伊丹市立鈴原小学校
- 伊丹市立摂陽小学校
- 伊丹市立昆陽里小学校
- 尼崎市立武庫東小学校
- 尼崎市立武庫庄小学校
- 尼崎市立尼崎北小学校
- 尼崎市立塚口小学校